# Harmony CDP (Nueva Jersey)
Harmony es un lugar designado por el censo ubicado en el condado de Warren en el estado estadounidense de Nueva Jersey. En el Censo de 2020 tenía una población de 374 habitantes y una densidad poblacional de 139,55 habitantes por km². Fue incluido como CDP en el censo de 2010.

## Geografía
Harmony se encuentra ubicado en las coordenadas 40°45′00″N 75°08′24″O / 40.75000, -75.14000. Según la Oficina del Censo de los Estados Unidos,  tiene una superficie total de 2,68 km², todos correspondientes a tierra firme.